# Kabaré Apropå
Kabaré Apropå var ett satirprogram, som sändes i början av 1980-talet, producerat av Radio Göteborg och lett av Frank Gunnarsson tillsammans med medverkande som Kent Andersson, Roland Jansson, Anders Wällhed, Sonja Gube och Weiron Holmberg.
I slutet av mars 1982 fällde Göteborgs tingsrätt Bo Carlson, dåvarande chef för Radio Göteborg, för förtal på grund av ett satirinslag i programmet. Rättsfallet behandlades som ett yttrandefrihetsbrott. Inslaget var en sketch som sändes 28 oktober 1981 och som riktade anklagelser mot socialchef Sonja Henriksson för hennes medverkan i nedläggningen av Socialbyrå 9 - en kommunal socialtjänstexpedition med fokus på hemlösa och alkoholister. Carlson dömdes till 50 dagsböter à 100 kr och ett skadestånd till Sonja Henriksson med 500 kr, utöver hennes rättegångskostnader på cirka 20 000 kr.
I april samma år fällde Radionämnden flera av Radio Göteborgs satirprogram för "uppenbara, grova övertramp", bland annat Kabaré Apropå på elva punkter. Detta ledde till att chefen Bo Carlson avskedades vilket i sin tur ledde till en strejk bland anställda vid Radio Göteborg. Sju andra lokalradiostationer, samt radions reportagebyrå i Stockholm gick också ut i sympatistrejk. Efter några dagar valde ledningen för Sveriges Lokalradio AB (LRAB) att stänga Radio Göteborg eftersom man inte fick tag i en ny chef. Personalen lockoutades och stationen hölls stängd i fyra veckor.